# Mutterkuh

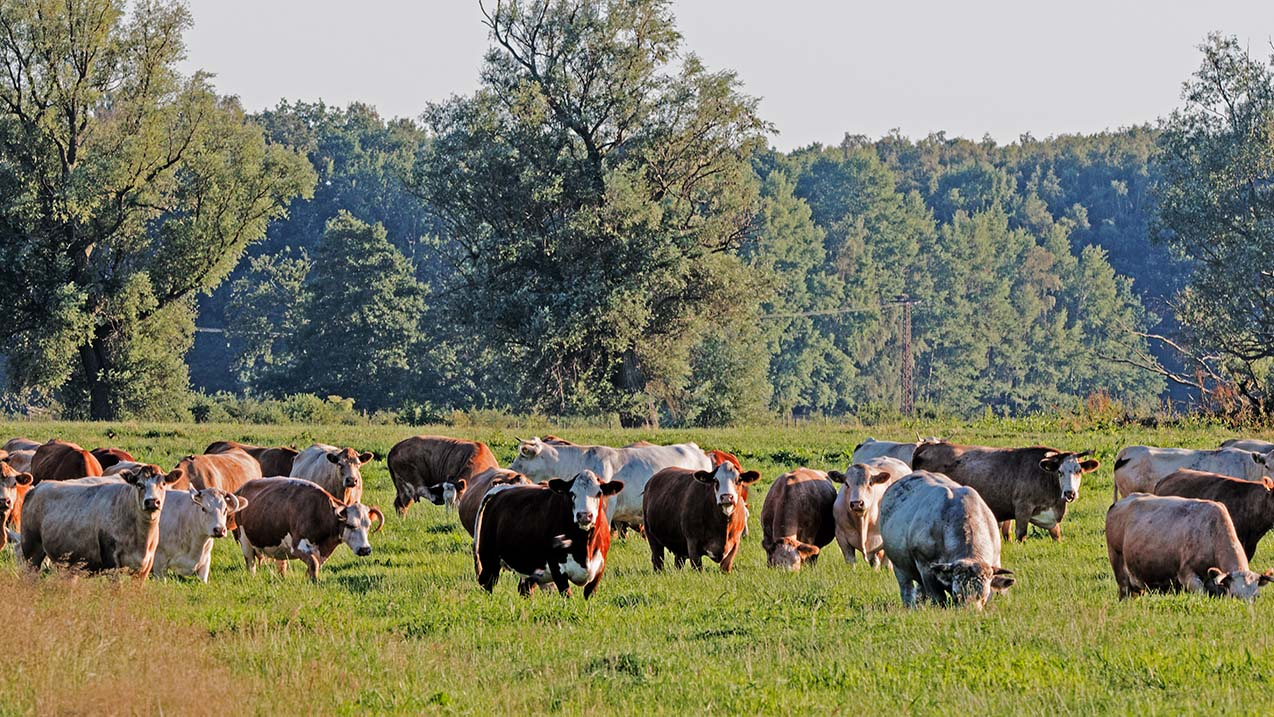
Mutterkuhherde in Mecklenburg, Deutschland

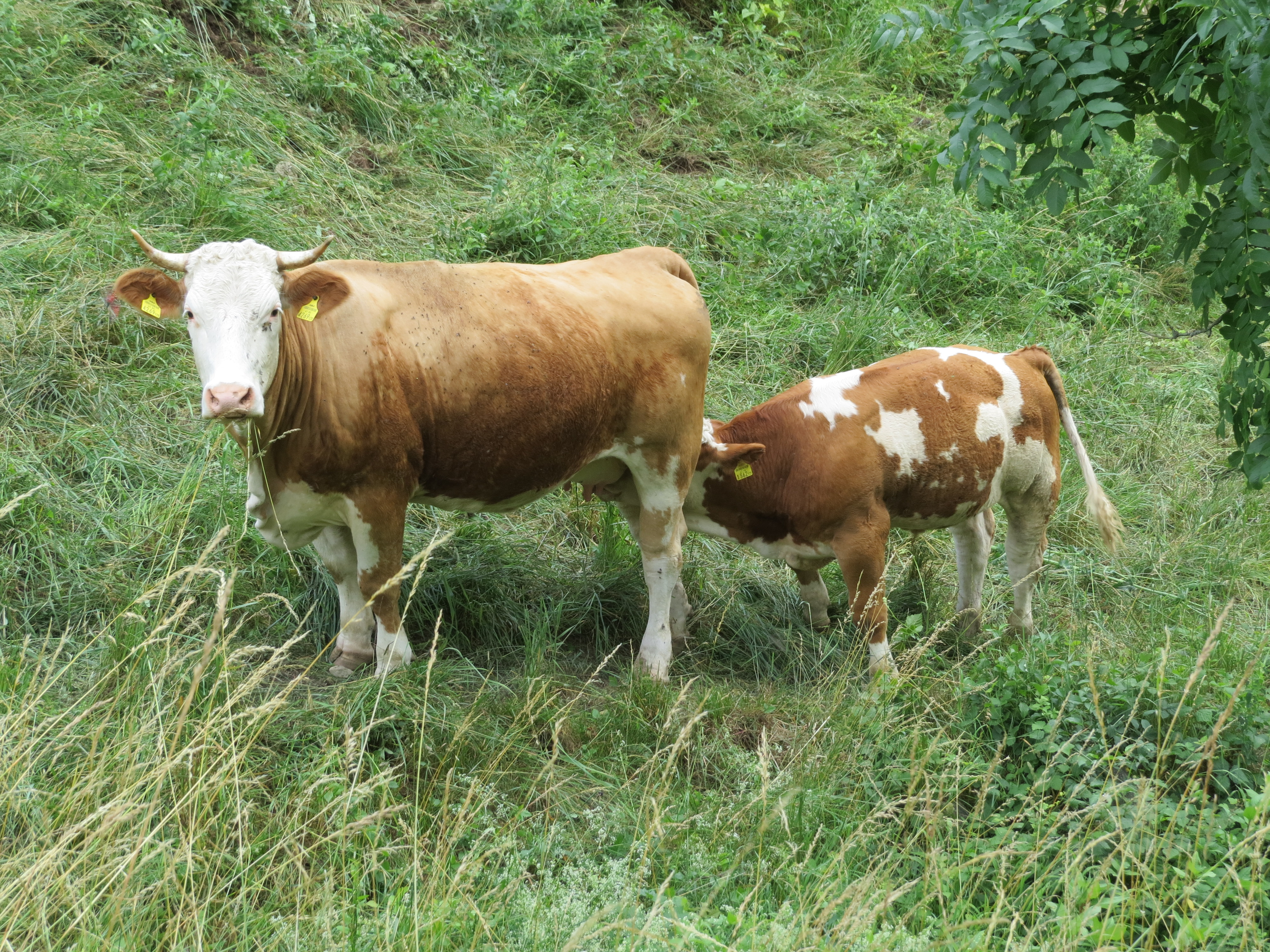
Kalb mit Mutterkuh in Frankenfels, Österreich

Eine Mutterkuh ist ein weibliches Hausrind, das in der Regel nicht zur Milchproduktion gehalten wird, sondern sein Kalb aufzieht. Diese Produktionsform wird Mutterkuhhaltung genannt. Falls die Mutterkuh nicht nur ihr eigenes Kalb säugt, sondern auch noch ein weiteres, spricht man von Ammenkuhhaltung.

## Bedeutung
Das Kalb saugt dabei am Euter der Kuh bis zum Absetzen im Alter von etwa zehn Monaten. Die Kuh, und mit zunehmendem Alter auch das Kalb, ernährt sich hauptsächlich von Gras und Heu.
Die Produktionsform der Mutterkuhhaltung wird im Wesentlichen auf extensiveren Standorten, beispielsweise in Gebieten mit geringen Erträgen mit Trockenheit betrieben. Außerdem ist sie eine Alternative zur agroindustriellen Fleischproduktion, da die Tiere von der Geburt bis zur Schlachtung am selben Hof und bei der Mutterkuh bleiben. Bei einer allfälligen Ausmast am eigenen Betrieb besteht der Vorteil darin, dass die Tiere keine Betriebsumstellung haben und auch das Absetzen und die Futterumstellung genau gesteuert werden können.
Mutterkühe werden im Sommer mit ihren Kälbern üblicherweise auf Weiden gehalten. Im Winter werden die Kühe in Mitteleuropa entweder im Stall mit regelmäßigem Auslauf im Freien gehalten oder sie bleiben ebenfalls auf der Weide (sog. Robusthaltung).
In der Mutterkuhhaltung wird der Kalbezeitpunkt in vielen Fällen in den Herbst, in den Winter oder in das zeitige Frühjahr gelegt, um aus Gras möglichst gute Zuwachsleistungen der Kälber zu erreichen und die Kälber entsprechend nutzen zu können. Geht die Herde im Sommer auf die Alp, spielt auch dies eine wichtige Rolle für den Kalbezeitpunkt auf einem Betrieb.

## Muttergebundene Kälberaufzucht
Werden Mutterkühe zur Fleisch- und Milchproduktion gehalten, wird dies als kuhgebundene Kälberaufzucht bezw. ammengebundene Kälberaufzucht bezeichnet. Auch muttergebundene Kälberaufzucht ist eine übliche Bezeichnungsweise.

## Situation in der Schweiz
In der Schweiz sind Mutterkuhhalter im Verein Mutterkuh Schweiz zusammengeschlossen. Die Zahl der Mutterkühe hat im Jahr 2019 um 2,2 % gegenüber dem Vorjahr zugenommen. Die Bestände haben sich von 1999 bis 2019 mehr als verdreifacht. Seit Juli 2020 darf die Mutterkuhhaltung auch in der Milchproduktion eingesetzt werden, so dass auch hier Milch von Kühen vermarktet werden kann, welche gleichzeitig ihre Kälber säugen. Das einschlägige Gesetz wurde entsprechend angepasst.